# Lepuropetalaceae
Lepuropetalaceae is een botanische naam, voor een familie van tweezaadlobbige planten. Een familie onder deze naam wordt pas de laatste decennia erkend door systemen van plantentaxonomie. Zowel het APG-systeem (1998) en het APG II-systeem (2003) bieden de mogelijkheid de familie te erkennen of, als alternatief, de betreffende soort in te voegen bij de parnassiafamilie (Parnassiaceae). Het gaat om een kleine familie van één soort, in Amerika.
In het APG-systeem (1998) was de familie niet in een orde ingedeeld. In het Cronquist systeem (1981) bestond deze familie niet.